# Arsinspor
Arsinspor is een voetbalclub opgericht in 1973 in Arsin, een district van de provincie Trabzon, Turkije. De clubkleuren zijn geel en zwart, en de thuisbasis is het Arsin İlçe Stadion. De club heeft nooit in de Süper Lig gespeeld en ook zijn geen grote resultaten geboekt in de Turkse Beker. Arsinspor heeft zich voor het seizoen 2018-19 teruggetrokken van de deelname aan de Bölgesel Amatör Lig.

## Gespeelde Divisies
- Spor Toto 2. Lig: 2000-2001, 2006-2011
- Spor Toto 3. Lig: 2004-2006, 2011-2016, 2017-2018
- Bölgesel Amatör Lig: 2016-2017
- Amateurs: 1973-2000, 2001-2004, 2019-

## Bekende (ex-)spelers
- Mustafa Yumlu